# Калиновка (Каменский район, Алтайский край)
Калиновка — посёлок в Каменском районе Алтайского края России. Входит в состав Плотниковского сельсовета.

## География
Посёлок находится в северной части Алтайского края, на Приобском плато, на расстоянии примерно 35 километров (по прямой) к юго-юго-востоку (SSE) от города Камень-на-Оби, административного центра района. К северо-западу от Калиновка протекает Кулундинский магистральный канал.
Климат континентальный, средняя температура января составляет −19,7 °C, июля — 18,9 °C. Годовое количество атмосферных осадков — 360 мм.

## Население
| 1997 | 1998 | 1999 | 2000 | 2001 | 2002 | 2003 |
| ---- | ---- | ---- | ---- | ---- | ---- | ---- |
| 169  | ↗175 | ↗193 | ↘172 | ↘157 | ↘146 | ↗153 |
| 2004 | 2005 | 2006 | 2007 | 2008 | 2009 | 2010 |
| ↘148 | ↘125 | ↘112 | ↘108 | ↘91  | ↘89  | ↘81  |
| 2011 | 2012 | 2013 |      |      |      |      |
| ↘79  | ↘72  | ↘67  |      |      |      |      |

Согласно результатам переписи 2002 года, в национальной структуре населения русские составляли 73 %.

## Улицы
Уличная сеть посёлка состоит из 2 улиц:
- ул. Пионерская
- ул. Рабочая